# 33473 Porterfield
33473 Porterfield este o planetă minoră (asteroid) din centura de asteroizi. A fost descoperită pe 20 martie 1999 la Experimental Test Site⁠(d) de Lincoln Near-Earth Asteroid Research. 
Obiectul prezintă o orbită caracterizată de o semiaxă mare de 2,308049 UAi, o excentricitate de 0,06, o înclinație de 6,26604 ° în raport cu ecliptica.